# St. Marien (Fröndenberg)

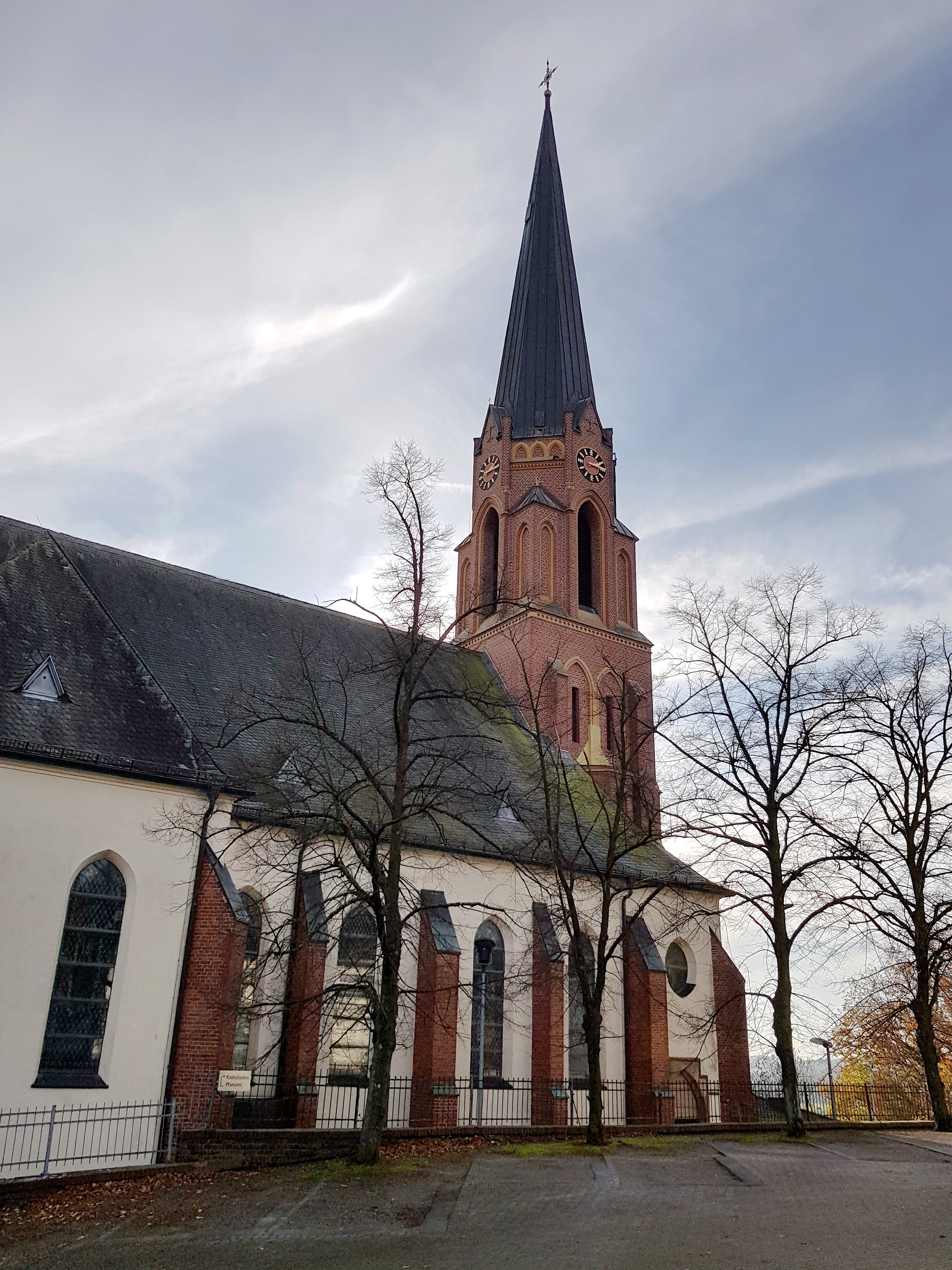
Pfarrkirche St. Marien auf dem Sodenkamp (Nordansicht)

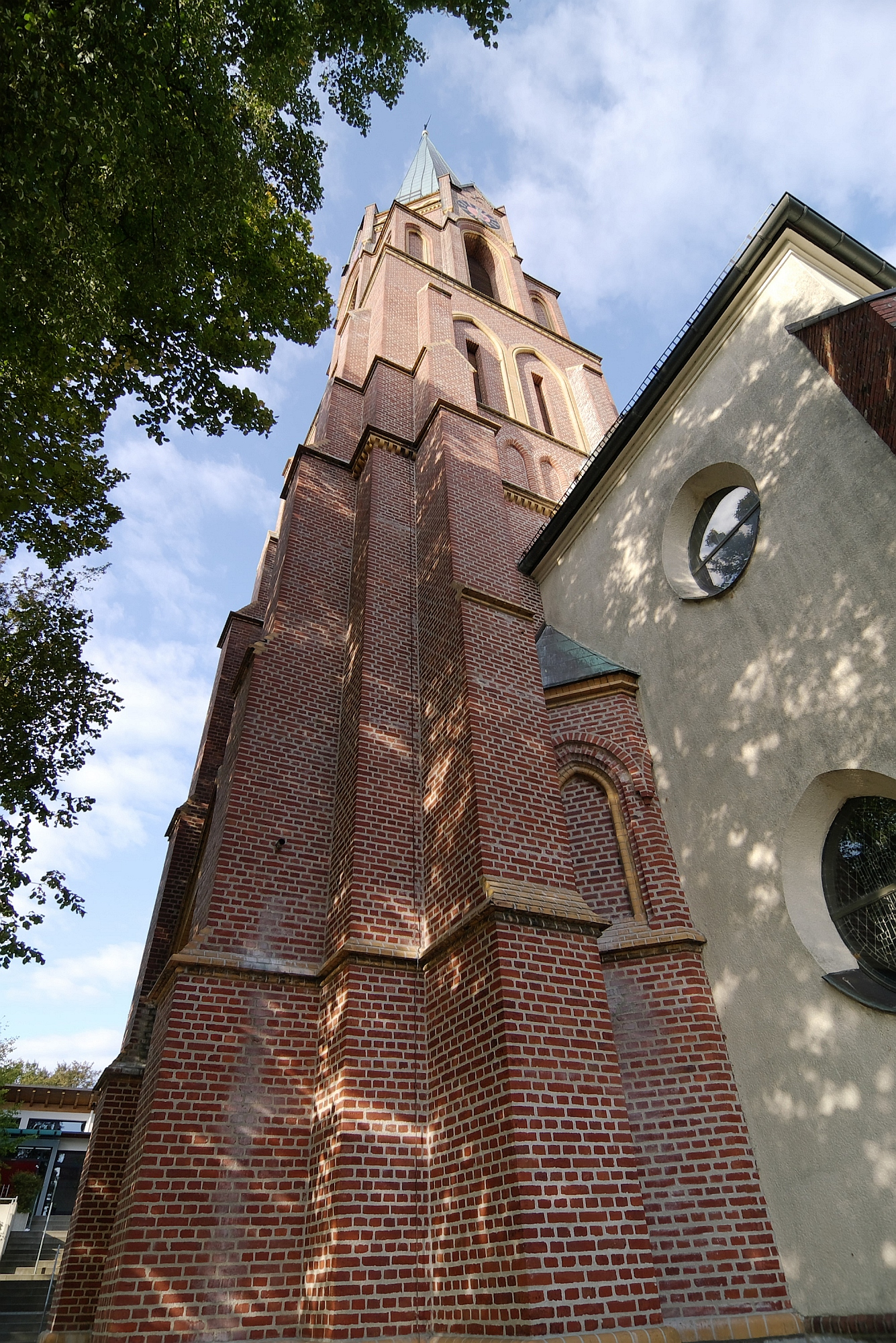
St.-Marien (Turm Westseite)

Die katholische Pfarrkirche St. Marien ist ein denkmalgeschütztes Kirchengebäude auf dem Sodenkamp 16 in Fröndenberg im Kreis Unna (Nordrhein-Westfalen).

## Geschichte und Architektur
Der neugotische, teilweise verputzte Backsteinbau mit Querhaus, Polygonalapsis und einem hohen Westturm, wurde von 1893 bis 1896 von Gerhard Franz Langenberg als Hallenkirche errichtet. Nach schweren Schäden im Zweiten Weltkrieg wurde das Gebäude von 1949 bis 1955 als Wandpfeilersaal erneuert. 2005/06 wurde eine umfassende Renovierung vorgenommen, bei der auch die Raumfassung erneuert wurde. Hohe, gebuste Spitztonnenkompartimente ruhen auf weiten Gurten und zum Teil mehrfach gestuften Spitzbogenöffnungen.

## Ausstattung
- Der vergoldete Altartabernakel aus Kupfer ist aus der Zeit um 1350.
- In dem turmartigen Maßwerkbaldachin auf einem Sockel mit Löwenfüßen steht eine Kopie des Werler Gnadenbildes. Die Seitentüren in Form von feinteiligen Maßwerkfenstern sind aufklappbar
- Zwei Leuchterengel aus Holz wurden in der Mitte des 15. Jahrhunderts angefertigt.

### Orgel
Seit 2017 erklingt in der Kirche die neue Orgel. Das Instrument besteht zum Teil aus dem Material einer spätromantisch disponierten Orgel, die um 1898 von der Orgelbauwerkstatt Dinse (Berlin-Kreuzberg) für die St.-Afra-Kirche in Berlin-Gesundbrunnen gebaut wurde. Ergänzt wurden die 15 Register dieses Instruments durch 17 weitere (meist gebrauchte) Register. Die neue Orgel hat 32 klingende Register. Der Umbau wurde durch die Firma Krawinkel (Höxter) vollzogen.
Der Spieltisch hat drei Manuale (Koppelmanual, Hauptwerk, Schwellwerk). Des Weiteren gibt es Sub- und Superkoppeln vom dritten zum ersten Manual sowie eine Superkoppel vom Schwellwerk zum Pedal.
| I Hauptwerk C–f3 |               |      |
| 1.               | Prinzipal     | 16′  |
| 2.               | Oktave        | 8′   |
| 3.               | Hohlflöte     | 8′   |
| 4.               | Gamba         | 8′   |
| 5.               | Oktave        | 4′   |
| 6.               | Gedacktflöte  | 4′   |
| 7.               | Superoktave   | 2′   |
| 8.               | Kornett 3fach | 2 ⁄3 |
| 9.               | Mixtur III    | 2′   |
| 10.              | Trompete      | 8′   |

| II Schwellwerk C–f3 |                      |        |
| 11.                 | Bordun               | 16′    |
| 12.                 | Geigenprinzipal      | 8′     |
| 13.                 | Lieblich Gedackt     | 8′     |
| 14.                 | Aeoline              | 8′     |
| 15.                 | Vox Celeste          | 8′     |
| 16.                 | Flöte                | 4′     |
| 17.                 | Gemshorn             | 4′     |
| 18.                 | Quinte               | 2 ⁄3′  |
| 19.                 | Flöte                | 2′     |
| 20.                 | Terz                 | 1 3⁄5′ |
| 21.                 | Trompette harmonique | 8′     |
| 22.                 | Oboe                 | 8′     |
| 23.                 | Clarine              | 4′     |

| Pedalwerk C–d1 |               |        |
| 24.            | Violon        | 16′    |
| 25.            | Subbass       | 16′    |
| 26             | Quinte        | 10 2⁄3 |
| 27.            | Principalbass | 8′     |
| 28.            | Cello         | 8′     |
| 29.            | Gedacktflöte  | 8′     |
| 30.            | Oktave        | 4′     |
| 31.            | Posaune       | 16′    |
| 32             | Trompete      | 8'     |

Der Orgelbauverein St. Marien Fröndenberg kümmert sich um die Pflege sowie die Erweiterung der Orgel.

### Geläut
Das vierstimmige Geläut der Kirche ist gestimmt auf d′, f′, g′ und a′. Die g′-Glocke wurde 1894 von der Glockengießerei Otto in Bremen-Hemelingen aus Bronze gegossen. Die übrigen Glocken sind Gussstahlglocken und entstanden 1952 (d′ und f′) bzw. 1956 (a′).